# M.I.A.M.I.
M.I.A.M.I. – debiutancki album amerykańskiego piosenkarza Pitbulla. Został wydany 24 sierpnia, 2004 roku nakładem wytwórni TVT Records. Uplasował się na 14. miejscu notowania Billboard 200.

## Lista utworów
1. "305 Anthem" (featuring Lil Jon)
2. "Culo" (featuring Lil Jon)
3. "She's Freaky"
4. "Shake It Up" (featuring Oobie)
5. "Toma" (featuring Lil Jon)
6. "I Wonder" (featuring Oobie)
7. "Get on the Floor" (featuring Oobie)
8. "Dirty" (featuring Bun B)
9. "Damn It Man" (featuring Piccalo)
10. "We Don't Care Bout Ya" (featuring Cubo)
11. "That's Nasty" (featuring Lil Jon & Fat Joe)
12. "Back Up"
13. "Melting Pot" (featuring Trick Daddy)
14. "Hustler's Withdrawal"
15. "Hurry Up and Wait"
16. "Culo" (Miami Mix) (featuring Lil Jon & Mr. Vegas)